# Білокуракинський район
Білокура́кинський райо́н — колишній адміністративний район на півночі Луганської області, який був ліквідований під час адміністративно-територіальній реформі на початку 2021 року. Адміністративний центр — смт Білокуракине. Населення становило 18 595 особи (на 1 січня 2019 року). Межував на півночі з Білгородською областю Росії, на сході — з Новопсковським, на південному сході — Сватівським, на заході — Троїцьким, на півдні — Старобільським районами Луганської області. Загальна площа району 143,6 тис. га, у тому числі сільськогосподарські угіддя — 119,9 тис. га (рілля — 73,7 тис. га, ліси та інші лісовкриті площі — 11,5 тис. га).

## Географія

### Рельєф
Білокуракинський район розташований на піднесеній, сильно разчленованій частині Старобільської рівнини, що розташована в межах південних відрогів Середньоруської височини. Характерними є алювіальні утворення річкових долин та неміцні лесові та лесовидні антропогенові відкладення межиріч які залягають безпосередньо на корінних і палеоген-неогенових карбонатних породах (вапняках), які чергуються з пісковиками, глинами і пісками. Рівнинний рельєф із загальним нахилом на південь інтенсивно розчленований балочною мережею з глибиною ерозійних розмивів від 50 до 180 м.
Територія району у геоморфологічному плані являє собою підвищену залишково-горбисту денудаційно-акумулятивну рівнину на слабодислокованій мезозойсько-кайнозойській основі. В долинах річок Біла, Козинка, Лозна, Нагольна вирізняються заплавні тераси. Територія Нещеретівської сільської ради являє собою розчленовану підвищену лесову рівнину позальодовикової області. На лівому березі річки Біла в межах Нещеретівської сільради знаходиться карстова западина. Для усієї території Білокуракинського району є характерним інтенсивний розвиток балково-яружних явищ, інтенсивної водної ерозії. Найбільша щільність ярів спостерігається на землях Просторівської сільської ради.

### Палеогеографія
У девонському періоді територію району займав суходіл, а вже в ранньому карбоні він був затоплений морем, про що свідчить відкладення вапнякового мулу. У середньому карбоні трансгресія моря на півночі території району змінилась регресією. У часи посушливої перми уся територія сучасного району звільнилась від моря і являла собою пустелю. У крейдяному періоді почалася трансгресія моря, про що свідчать потужні відкладення карбонатів. Четвертинні відклади на території району представлені верхньочетвертинним еоло-делювієм лесових суглинків. В долинах річок Біла, Лозова і Козинка береги складені сучасними алювіальними відкладами пісків, супісків і глин, а лівобережжя (давні долини) верхньочетвертинними алювіальними пісками, супісками, суглинками й глинами. В широкій частині долини Білої на лівобережжі можна зустріти ранньочетвертині алювіальні відклади.

### Геологія
Геологічно територія Білокуракинського району складена з пісковиків, мергелів і алевролітів палеогенової системи (потужність до 130 м) на мергелях і крейді крейдяної системи (потужність до 500 м), що відкриваються в долинах річки Біла, Козинка, Нагольна, Лозна і Айдар. На глибинах від 700 м на півночі до 1500 м на півдні району залягають шари аргілітів, алевролітів, пісковиків, вапняків і кам'яного вугілля кам'яновугільної системи. Нижче лежать докембрійські кристалічні утворення гранітів, гнейсів, мігматитів Воронезької антиклізи (Східно-Європейська платформа).

#### Корисні копалини
Всього в районі розташовано 5 родовищ корисних копалин. До них належать: Луб'янське родовище кварцитів в селі Луб'янка, Білокуракинське родовище глин, яке розташоване на відстані 1,5 км на південний схід від смт Білокуракине, Чумбурське родовище глин на околиці села Заїківка, Білокуракинське родовище пісків на правому схилі річки Білої у межах селища Білокуракине і Шовкунівське родовище піску поблизу села Шовкунівка.
Ландшафт Білокуракинського району характеризується продуктивними земельними ресурсами, які разом із родючістю ґрунтів і рівнинним рельєфом поверхні відрізняються інтенсивною еродованістю; наявністю покладів будівельних корисних копалин. У зв'язку з цим, нарівні з інтенсивним сільськогосподарським виробництвом, ландшафт району може залучатися до гірничодобувної промисловості і виробництва будівельних матеріалів.

### Клімат
Клімат відрізняється найбільшою континентальністю у межах Луганської області, мінімальною для території області кількістю опадів (410—490 мм на рік), більшою амплітудою середньорічних, середньолипневих та середньосічневих температур. Середньорічна температура повітря становить +7…8 °C, влітку — +21…22 °C, взимку — −8 °C. Суми активних температур повітря вище 10 °C складають у середньому 2900, зростаючи з півночі на південь. Дати стійкого переходу середньодобової температури повітря через:
- 0 °C — останні числа листопада — середина березня (число днів із середньодобовою температурою повітря нижче 0 °C — до 260);
- 5 °C — початок квітня — останні числа жовтня (число днів із середньодобовою температурою повітря вище 5 °C — 210);
- 10 °C — тертя декада квітня — перші числа жовтня (число днів із середньодобовою температурою повітря вище 10 °C — до 170)[2].

У формуванні клімату Білокуракинського району беруть участь декілька типів повітряних мас. У цілому переважають помірні повітряні маси. Континентальне помірне повітря взимку обумовлює у районі ясну морозну погоду, а влітку — опади. Морське помірне повітря західним переносом та циклонами з Атлантичного океану приносить взимку відлигу, а влітку — прохолодну та хмарну погоду. Арктичне повітря на території району спостерігається у зимовий (лютий), весняний (травень) і літньо-осінній періоди (серпень-вересень), воно викликає різкі зимові похолодання та зниження температури влітку. Переважний напрямок вітрів у літній період — північно-західний, у зимовий — південно-східний.
Кількість опадів незначно підвищується з півдня на північний захід. Стійкий сніговий покрив утворюється з третьої декади грудня (як правило, починаючи від Лозного і закінчуючи Нещеретовим) і руйнується з першої декади березня (як правило, починаючи від Грицаївки і закінчуючи Шапарівкою).

#### Фенологія
Береза починає зеленіти 15-20 квітня. Вишня зацвітає між 5 і 10 травня. Біла акація зацвітає після 30 травня. Липа дрібнолиста зацвітає до 20 червня. Повне пожовтіння дуба звичайного відбувається у другій декаді жовтня.
Відновлення стійкої вегетації озимої пшениці відбувається у перших числах квітня. Після 27 квітня з'являються сходи ярого ячменю. Озима пшениця починає колоситись на півдня району 2-4 червня, на півночі 3-6 червня. Ярий ячмінь починає колоситись на півдня району 12-14 червня, на півночі 14-15 червня. Воскова стиглість у озимої пшениці наступає 2-6 липня, у ярого ячменю — після 10 липня. Кущення озимої пшениці на півночі району починається 1-2 жовтня, а на півдні — 2-4 жовтня.

### Гідрологія
Територія району являє собою водозбірний басейн лівих приток Сіверського Дінця (притока Дону): Айдару, Борової, Красної. На території району протікають 6 річок:
- Біла, права притока Айдару — 46,5 км. Витоки в Білому яру поблизу села Хоменкове Перше. Тече з півночі на південь через населені пункти: Хоменкове Перше, Курячівка, Павлівка, Білокуракине, Луб'янка, Заїківка, Олексіївка, Нещеретове. На річці споруджено найбільше водоймище району — Білокуракинський став.
- Лозна, права притока Айдару — 18 км. Тече на півночі району із заходу на схід через населені пункти: Лозно-Олександрівка, Олексапіль, Петрівка.
- Айдар — 4 км. Тече на півночі району на кордоні з Російською Федерацією.
- Козинка, ліва притока Білої — 11,6 км. Бере початок з Самсонівського ставу. Тече загалом із півночі на південь через населені пункти: Лизине, Шапарівка, Цілуйкове, Паньківка.
- Козинка, Суха Козинка, права притока Білої — 17,8 км. Тече загалом із заходу на схід через населені пункти: Грицаївка, Бунчуківка, Луб'янка. На річці споруджено Бунчуківські ставки.
- Борова, ліва притока Сіверського Дінця — 1,4 км. Тече на півдні району із північного сходу на південний захід через населені пункти: Шовкунівка, Дем'янівка, Коноплянівка.
- Нагольна, ліва притока Красної — 7 км. Тече з південного сходу на північний захід на заході району через Плахо-Петрівку.

Середній річний стік басейнів річок Біла, Борова і Нагольна складає менше 2 л/с•км²; на північному сході, в басейні річок Лозна і Айдар — понад 2 л/с•км². Поверхневий стік річок в середньому становить 45 мм, підземний стік — 12 мм. Густота річкової мережі на теренах Білокуракинського району не перевищує 0,2 км/км². Нахил падіння річок лежить у межах 1-5 м/км і лише у верхів'ях Борової, Нагольної і Білої він перевищує показник 5 м/км. Глибина долин річок — 30-40 м. Базис ерозії — 60-30 м. Долина річки Лозна на плато має глибини понад 100 м і глибину місцевого базису ерозії 200—100 м. Середнє число днів на рік з льодовим утвореннями на водоймах — 130. Весняне скресання річок починається в 2-й декаді березня.
Споруджено 18 ставків, загальною площею водяного дзеркала 280 га.

### Ґрунти
У ґрунтовому покриві переважають звичайні середньопотужні середньогумусові чорноземи на лесових і лесоподібних породах, їх карбонатні і лужні різновиди різної міри еродованості. У долині річки Білої лучно-черноземні й лучні ґрунти на алювіальних відкладах.
Потенційна небезпека вітрової ерозії на території досить слабка і досить слабко підвищується на південь. Потенційна небезпека водної ерозії сильна.

### Рослинність
Значна порушеність природних лугових степів в результаті господарської діяльності людини. Різнотравно-типчаково-ковилові степи збережені лише на ділянках, непридатних для сільськогосподарського освоєння. Байрачні і заплавні ліси присутні в балках і долинах річок. Рослинність мергелево-крейдяних відслонень.
Білокуракинський район має значні запаси лікарської рослинної сировини: дубу звичайного (Quercus robur ), глоду (Crataegus), жостеру проносного (Rhamnus cathartica), дводомної кропиви (Urtica dioica), хмелю дикого (Humulus lupulus), материнки звичайної (Origanum vulgare), мати-мачухи (Tussilago farfara), кропиви собачої п'ятилопатевої (Leonurus villosus), цмину піскового (Helichrysum arenarium), чебрецю (Thymus).
З їстівних грибів найбільш поширені маслюки звичайні (Boletus luteus) в соснових насадженнях, опеньки справжні (Armillaria mellea) і зеленушки (Tricholoma flavovirens) в байрачних лісах.На соняшникових полях навесні трапляється зморшок їстівний (Morchella esculenta).
На території району зустрічаються рослини, занесені до Червоної книги України:
- гісоп крейдяний (Hyssopus cretaceus);
- громовик донський (Onosma tanaitica), Лозно-Олександрівка;
- келерія Талієва (Koeleria talievii), ендемік середньої течії Сіверського Дінця;
- ковила волосиста (Stipa capillata), вузьколиста (Stipa tirsa), дніпровська (Stipa borysthenica), Залеського (Stipa zalesskii), Лессінга (Stipa lessingiana), найкрасивіша (Stipa pulcherrima), пухнастолиста (Stipa dasyphylla) і українська (Stipa ucrainica) — численні популяції в степу;
- льонок крейдовий (Linaria cretacea), по річці Білій;
- пирій ковилолистий (Elytrigia stipifolia);
- півонія тонколиста (Paeonia tenuifolia), степові цілини поблизу байрачних лісів;
- полин суцільнобілий (Artemisia hololeuca), Нещеретове;
- ранник крейдовий (Scrophularia cretacea), по річці Білій;
- рябчик малий (Fritillaria meleagroides) і руський (Fritillaria ruthenica);
- рястка Буше (Ornithogalum boucheanum), байрачні ліси;
- смілка крейдова (Silene cretacea);
- сон чорніючий (Pulsatilla pratensis);
- тюльпан дібровний (Tulipa quercetorum), байрачні ліси, і змієлистий (Tulipa ophiophylla), відслонення на півночі району;
- шафран сітчастий (Crocus reticulatus), звичайна рослина байрачних дібров;
- шоломниця крейдова (Scutellaria creticola), Курячівка.

### Фауна
Зоогеографічно територія Білокуракинського району відноситься до Старобільської північностепової області Українського степу. Південна частина (нижче витоків річки Білої) до Придінцевого району, а північна — до Верхньоайдарського. Переважну більшість території займають сільськогосподарські угіддя і лісосмуги на місці колишніх степів. Типовими є:
- із ссавців — ховрах (Spermophilus), зінське щеня (Spalax), миша (Mus), лисиця (Vulpes), полівка (Microtus), заєць сірий, або русак (Lepus europaeus), їжак (Erinaceus), тхір світлий (Mustela eversmanni), іноді з'являються вовки (Canis lupus);
- із птахів — жайворонок (Alauda), куріпка, перепел, боривітер, грак (Corvus frugilegus), ворона сіра (Corvus cornix);
- із плазунів ящірка (Lacerta), гадюка степова (Vipera Elena)[2].

У дубових байрачних лісах зустрічаються лисиця, вивірка (Sciurus), заєць-русак, свиня дика (Sus scrofa), козуля, або сарна (Capreolus), мишоподібні гризуни, забрідає лось (Alces), сарна європейська (Capreolus capreolus); дятел (Dendrocopos), сови (Strigiformes), шуліка, вивільга (Oriolus), синиця (Parus), мухоловка (Muscicapa), вівсянка (Emberiza).
У річках і ставках району водяться окунь (Perca), короп (Cyprinus), краснопірка (Scardinius), карась (Carassius), щука (Esox), товстолобик (Hypophthalmichthys). Поблизу водойм в заплавній рослинності долин річок зустрічаються:
- із ссавців — щур водяний (Arvicola amphibius), бобер (Castor);
- із птахів — канюк, фазан (Phasianus), зяблик (Fringilla coelebs), соловейко (Luscinia), плиска біла (Motacilla alba), качка (Anas), чапля (Ardea), мартин (Larus), кулик;
- із плазунів — вуж водяний (Natrix tesselata), ящірка прудка (Lacerta agilis);
- із земноводних — жаба (Rana), ропуха (Bufo), тритон звичайний (Lissotriton vulgaris)[2].

У населених пунктах мешкають синантропні види: хатня миша (Mus musculus), пацюк (Rattus), кажани (Microchiroptera), горобець (Passer), ластівка (Hirundo), шпак (Sturnus), грак, горлиця кільчаста (Streptopelia decaocto), серпокрилець, або стриж (Apus).
В історичний період зникли мисливські тварини — ведмідь бурий (Ursus arctos); птахи — тетерук (Tetrao tetrix), глухар (Tetrao urogallus), дрохва (Otis tarda).

### Охорона природи
На території району створено 6 об'єктів природно-заповідного фонду місцевого значення: 4 заказники (загальнозоологічний, ландшафтний, ентомологічний, ботанічний), 1 геологічна і 1 ботанічна пам'ятка природи.
- Лісова перлина — загальнозоологічний заказник загальною площею 3174 га створено задля збереження унікального для південно-східної частини України ландшафту: заплавно-терасові ділянок, цілинного степу, штучних водоймищ, боліт, а також представників рослинного та тваринного світу.
- Самсонівська заводь — ландшафтний заказник площею 310 га.
- Велика долина — ботанічний заказник площею 6 га, розміщений на землях Дем'янівської сільради. На його території ростуть рідкісні рослини, занесені до Червоної книги України: півонія вузьколиста, сон чорніючий.
- Олександропільська ботанічна пам'ятка природи місцевого значення площею 40 га поблизу села Олександропіль.
- Роздольнянські пруди — ентомологічний заказник площею 50 га.
- Кисилівські оголення — геологічна пам'ятка природи площею 5 га, лівий схил балки Суха Козинка. Відслонення канівської та бучакської свит.

На території Білокуракинського району зустрічаються занесені до Червоної книги України:
- ссавці — бабак степовий (Marmota bobak), тхір степовий;
- птахи — хохітва (Tetrax tetrax), боривітер;
- плазуни — гадюка степова;
- комахи — жук-олень (Lucanus cervus), бражник мертва голова (Acherontia atropos), сколія-гігант (Scolia maculata).

### Ландшафти
Більша територія Білокуракинського району займає плакори межиріч лівих приток Сіверського Дінця, що утворюють ландшафти лесових сильно розчленованих височин та їх схилів на платформенній основі з середньогумусними звичайними розораними чорноземами. Фрагментарна рослинність різнотравно-типчаково-ковилових степів поміж сільськогосподарських угідь та лісосмуг. Залишки байрачних лісів та окремих вододільних дібров. У долинах річок та великих балок заплавно-терасова поверхня з гідроморфними ґрунтами різного ступеню зволоженості та солоності. Рослинність заплавних лісів, чагарників, лук. Лівобережні схили річкових долин являють собою терасові лесові рівнини з розораними чорноземами звичайними середньо- і малогумусними під різнотравно-типчаковими-ковиловими степами і степовими чагарниками. Вони переходять у лесові слаборозчленовані рівнини на платформенній основі з розораними чорноземами середньо-, малогумусними і щебенюватими. Фрагментарна рослинність різнотравно-типчаково-ковилових степів, крейдяних відслонень.

## Історія
Заселення сучасної території Білокуракинського району розпочалося близько 40 тисяч років тому, під час палеоліту. Палеолітична стоянка знайдена поблизу селища Лозно-Олександрівка. На території району знаходиться значна кількість поховань ранньої залізної доби — скіфів, сарматів.
Перші поселенці на землях Острогозького козацького полку вздовж Валуйського шляху вели своє господарство примітивно: перелогова система землеробства, скотарство та птахівництво, дрібний промисел з виготовлення бочок, свічок, мила. Жінки в ткали полотно та сукно. Через систематичне недоїдання, непосильну працю люди не доживали до середнього віку. Часто спалахували епідемії холери, цинги, віспи, забираючи велику кількість людей на той світ.

### Заселення

Конверт України, присвячений 300-річчю селища Білокуракине

Перші офіційні повідомлення про Білокуракинський край подаються під 1750 роком «Белокуракино при реке Белой Старобельского уезда». В архівах князів Куракіних находимо згадку, що «у 1700 році Петро І, повертаючись з другого Азовського походу в супроводі свого свояка, князя Бориса Івановича Куракіна, зупинився у мальовничій місцевості, що розкинулася уздовж річки з крейдяним дном. Красива місцевість сподобалася Куракіну, і Петро І віддав її князю, надавши право останньому визначити межі володіння». У цьому ж році Куракин заснував слободу Біла Куракіна, яке дістало назву від назви річки і прізвища князя. Дарована князю Куракіну земля за документами належала поміщиці Тарабановій і поміщіку Тев'яшеву. З останнім князь уклав угоду, а маєтком Тарабанової за 7 верст на північ від Куракової, Тарабанівкою заволодів силою. Частина мешканців «черкаського поселення» Тарабанівка виїхала до Воронезької губернії, а слобода згодом отримала нову назву — Павлівка.
Наприкінці XVIII століття село Білокуракине стало волосним центром Старобільського повіту Слобідсько-Української губернії, пізніше Харківської губернії. У 1804 році кріпаки Білокуракинської волості викупились з неволі у князя Олександра Куракіна разом із 60 тисячами десятин землі. На той момент вільні хлібороби колишніх куракинських вотчин вважалися найбільш заможними та освіченими у Харківській губернії. На початку ХХ століття нужда багатьох мешканців регіону, скрута, бідність та безземелля змушували шукати заробітків на підприємствах Донбасу, а також на Донщині та Воронежчині.
Олександр Куракін (1697—1749) займався освоєнням цих земель в 1730-1760-х роках, розводив на цих землях овець та велику рогату худобу, давав притулок кріпакам-утікачам з України та Росії. Заселявся цей край поступово. Дослідник історії Слобожанщини Д. І. Багалій пище, що «У панських слободах піддані мали доволі землі. Мешканці слобод жили не дуже заможно, а хуторяни навпаки — багато. Заможніші з них утримували від. 15 до 25 волів, по 10 корів, по 200 овець». Полюбляв князь приїздити до свого маєтку погуляти, розважитись, влаштувати гульбище з місцевою молоддю. Наслідки таких гульбищ молоді дівчата залишали в Дітичиному яру поблизу слободи, звідки й походить його назва.
Легенду про Дітичин яр увічнив український письменник Гнат Хоткевич. Залишив собі старий князь тільки право влаштовувати оргії. Раз або два на рік з'являвся він на берегах річки Білої. А після того гіркими сльозами зустрічали матері народження дітей — наслідків цих панських забав. Смертність немовлят була високою. Незаконнонароджених нащадків князя ховали в особливому місці й назвали його Дітичиним яром. Навесні там завжди утворювалась невеличка водойма, в якій і топили немовлят. І досі місцеві жителі можуть показати цей трагічний злам місцевості, що знаходиться в 4 км на північний схід від селища Білокуракине. Зараз на цьому місці знаходиться штучна водойма, яку в народі називають «Дитячний ставок».
Білокуракинці за 50 років до скасування кріпацтва в 1861 році викупили себе, свою землю і волю у князя Олексія за 1 млн 100 тис. карбованців. З боку князя цей крок був вимушений. Через розгульне життя він занедбав свої землі і не пропустив нагоди якнайбільше здерти з селян, виїжджаючи послом до Франції. За князівську «милість» білокуракинці вносили плату протягом 25 років з 1805 по 1830 рік.
На початку XX століття багато селян Кураківщини через безземелля та скруту шукали кращої долі на підприємствах Донбасу, Воронежа.

### Радянські часи
Під час колективізації на середину 1931 року колективізовано було до 85 % селянських господарств. Забезпеченість колгоспів продуктами була недостатньою, 10 % колгоспників Білокуракиного зовсім не мали хліба. До колгоспів усіх незгодних залучали силою, у разі відмови записували в куркулі і розкуркулювали — відбирали майно, вивозили всією родиною на ярок, деяких відправляли на заслання. Виконуючи планове завдання з відсотка розкуркулених, розкуркулювали і середняків, і бідняків. Розкуркулені без засобів виробництва, без права відвідувати село без перепустки від коменданта існували за рахунок жебрацтва, виїздили на Донбас. Така політика призвела до напруженого положення, зростання випадків бандитизму, нічного патрулювання вулиць міліцією.

### Голодомор
За 8 місяців Голодомору 1932—1933 років було знищено 20 % населення району. У доповідній записці Новопсковського райкому партії Донецькому обкому КП(б)У від березня 1933 року встановлені факти голодування, опухання і смертності від голоду в: Шапарску, Лизиному, Цілуйковому, Луб'янці, Булавинівці, Заводянці, Ріб'янцеві, Коноплянівці, Паньківкі, 2-й Білокуракине, Заїківці, Писарівці, Курячівці — в одних селах в менших розмірах, в інших у великих. Голодомором найбільш вражені були села: Заїківка, загинуло 298 осіб; Павлівка — 295 осіб; Бунчуківка — 285 осіб; Дем'янівка — 273 особи, Лозно-Олександрівка — 250 осіб.
Урожайність хліба в 1932 році по району була в середньому такою ж як і в 1931 році — 5-7 цнт/га. Хліб в колгоспах був, але недоступний — отримували його в мінімальній кількості лише працівники колгоспів. Тих же, хто намагався вкрасти з колгоспних запасів зерно, — судили, відправляли на заслання. Сільради створили «комсомольські активи», перед якими поставили завдання знаходити «надлишки» хліба. Будинки селян ретельно обшукувалися, ламали стіни, довбали землю в підлозі.
На другому відділенні Білокуракиного померло за січень, лютий і першу половину березня 1933 року 94 особи. Голодні колгоспники і одноосібники вживали в їжу полеглих коней, кішок, собак, стару шкіру, траплялись випадки канібалізму. Курячівка за період голодомору втратила 246 осіб, Лизине — 118 осіб, Цілуйкове — 87 осіб, Паньківка — 158 осіб, Грицаївка — 227 осіб, Коноплянівка — 209 осіб, Гладкове — 126 осіб, Заводянка — 24 особи, Калинова Балка — 124 особи, Лозне — 70 осіб, Луб'янка — 98 осіб, Нещеретове — 83 особи, Нянчине — 54 особи, Олександропіль — 26 осіб, Олексіївка — 137 осіб, Петрівка — 120 осіб, Плахо-Петрівка — 126 осіб, Романівка — 155 осіб, Рудове — 95 осіб, Шапарівка — 50 осіб, Шарівка — 178 осіб, Світленьке — 126 осіб. Вмирали не тільки від голоду, але й від вживання в їжу різних сурогатів, відходів, від хвороб через знижений недоїданням імунітет. Вмирали здебільшого «старики 50 років і старші, діти, меншою мірою підлітки і середніх років». Вмирали цілими родинами. Тіла померлих лежали на вулицях, під парканами. Їх збирали, вивозили і ховали у братських могилах по 20-30 тіл.
Велике значення для розвитку регіону мало закінчення будівництва в 1937 році залізничної магістралі Москва — Донбас, яка проходила через Білокуракине. Встановлення залізничного сполучення сприяло розвитку економіки села. У 1939 році на станції Білокуракине закінчено будівництво хлібоприймального пункту.

### Німецько-радянська війна
У ніч 7 липня 1942 року командувач Південно-Західним фронтом наказав почати відведення військ 38-ї армії Червоної армії на тиловий оборонний рубіж фронту Нагольна — Ровеньки — Курячівка — Білокуракине, бо німецькі війська групи армій «Південь» почали масований наступ операції «Клаузевіц». Рубіж був зайнятий батальйонами 118 укріпленого району; дивізіям 38-й армії належало ущільнити їх оборону. Через форсований наступ німецьких сил з півночі над 300, 162, 242-ю стрілецькими дивізіями і частинами 118-го укріпленого району нависла загроза оточення — їх позиції були звернені на захід. Відведення військ почалося 9 липня о 20 годині 9 липня. Того ж дня німецько-італійські війська зайняли Білокуракине. 7 місяців тривала окупація. Під час окупації молодь вивозили на роботу до Третього Рейху.
Під час Острогозько-Розсошанської наступальної операції частинам Південно-Західного фронту Червоної армії була поставлена задача вийти 18 січня 1943 року на лінію Шахове — Нагольна — Дем'янівка — Грицаївка — Гайдуківка. Внаслідок затримки із зосередженням військ Воронезького фронту, відставанням обозів з боєприпасами і паливом початок наступу з'єднань 6-ї армії Південно-Західного фронту було перенесено на 14 січня. Темп наступу був не високим: супротивник чинив запеклий опір, у стрілецьких частинах недостатньо була організована розвідка і охорона, періодично був відсутній зв'язок з сусідніми підрозділами, артилерія відставала від бойових порядків піхоти, танкові частини втрачали безпосередній зв'язок з піхотою.
19 січня 1943 року батальйон 537 стрілецького полку, 747 стрілецький полк 172-ї стрілецької дивізії та 115 танкова бригада увійшли до Білокуракиного, захопили 2 потяги, військові склади, інші трофеї. 20 січня 1943 року 388 стрілецький полк 172-ї стрілецької дивізії ще до світанку зайняв Приходьківку, але був вибитий німецькими частинами з Білолуцька на околиці Осинового Другого. 21 січня 1943 року полк зайняв Просвірню, Приходьківку. Батальйон 747 стрілецького полку зайняв Дем'янівку, інші сили дивізії закріпилися в районі Білокуракиного. Протягом дня противник двічі атакував частини дивізії з Павлівки, але усі контратаки були відбиті. 22 січня 1943 року 388 стрілецький полк 172-ї стрілецької дивізії продовжував закріплюватися на західній околиці Білокуракиного, частиною сил полк зайняв Стативчіне. Батальйон 747 стрілецького полку зайняв Шовкунівку, відбив 2 контратаки німців з Павлівки на північній околиці Білокуракиного. 537 стрілецький полк силами одного батальйону прикривав Макартетине з півночі, інші його сили дислокувались в районі Білокуракиного. 23 січня 1943 року частини 172 стрілецької дивізії вели розвідку в напрямку Маньківки. 388 стрілецький полк за підтримки танкової бригади 3 танкового корпусу зайняв Павловку, увечері відбив контратаку німців з Курячівки. 24 січня 1943 року 172 стрілецька дивізія зайняла Лаврівка, Кисилівку, Бунчуківку. 25 січня 1943 року дивізія вийшла на рубіж Плахо-Петрівка — Раївка — Маньківка. Втрати 172-ї стрілецької дивізії склали 315 чоловік загиблими.
22 січня 1943 року 1176 стрілецький полк 350-ї стрілецької дивізії зайняв Лозне, Березівку і вийшов на східні околиці Лозно-Олександрівки. 23 січня 1943 року 350-та стрілецька дивізія зайняла Олександропіль, Новоандріївку, вела наступ у напрямку залізничної станції Солідарне. Батальйон 51-ї танкової бригади з ранку увірвалася на станцію Солідарне розгромив 2 ешелони з піхотою противника, підбив бронепоїзд, спалив гараж з автомашинами, розбив 2 паровоза. Батальйон втратив 2 танки згорілими та 5 підбитими. 18 німецьких танків відбили станцію, батальйон став відходити в район Перепечаево, на зворотньому шляху розгромив до батальйону мотопіхоти і до дивізіону артилерії противника на шляху до Лозно-Олександрівки і до 2 дивізіонів артилерії на шляху до Червоноармійського. Втрати 350-ї стрілецької дивізії склали 671 чоловік загиблими.
24 січня 1943 року 267 стрілецька дивізія вийшла в район Шапарівка — Олексіївка — Нещеретове. 25 січня 1943 року дивізія вийшла на рубіж Грицаївка — Струнівка — Гайдуківка.
До 26 січня 1943 року війська 6-ї армії завершили виконання завдання і вийшли на поставлені рубежі.

### Повоєнні часи
У 1954 році Білокуракиному надано статус селища міського типу. Діяв цегельний завод, птахо-інкубаторна станція, РТС, середня восьмирічна, 4 початкових школи, школа сільської молоді, Будинок культури, бібліотека.

### Незалежна Україна
З 17 липня 2020 року Білокуракинський район увійшов в склад ново створеного Сватівського району

## Населення

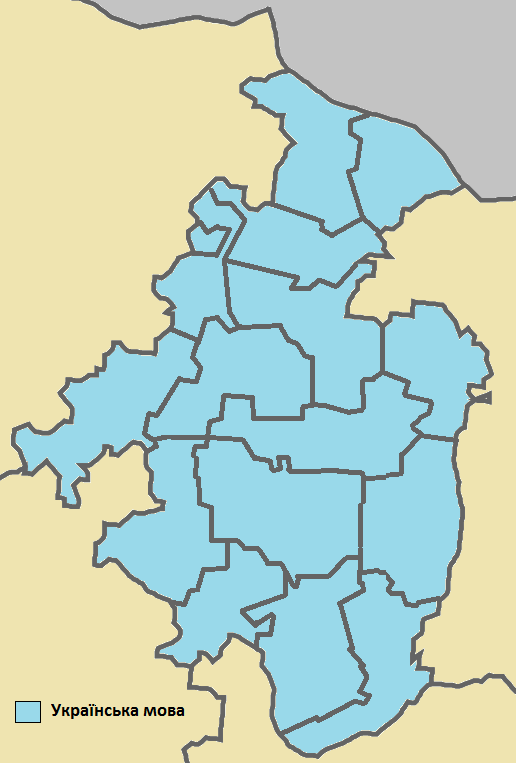
Рідна мова по сільських радах Білокуракинського району. Перепис 2001 року.

Розподіл населення за віком та статтю (2001)
| Стать | Всього | До 15 років | 15-24 | 25-44 | 45-64 | 65-85 | Понад 85 |
| --- | ------ | ----------- | ----- | ----- | ----- | ----- | -------- |
| Чоловіки | 11 270 | 2235        | 1495  | 3532  | 2768  | 1173  | 67       |
| Жінки | 12 648 | 2113        | 1371  | 3330  | 3159  | 2354  | 321      |
| \| Статево-вікова піраміда \| Статево-вікова піраміда \| Статево-вікова піраміда \| \| ----------------------- \| ----------------------- \| ----------------------- \| \| Чоловіки \| Вік \| Жінки \| \| 67 \| 85 + \| 321 \| \| 91 \| 80-84 \| 344 \| \| 213 \| 75-79 \| 738 \| \| 432 \| 70-74 \| 739 \| \| 437 \| 65-69 \| 533 \| \| 814 \| 60-64 \| 1070 \| \| 391 \| 55-59 \| 488 \| \| 810 \| 50-54 \| 821 \| \| 753 \| 45-49 \| 780 \| \| 1004 \| 40-44 \| 880 \| \| 865 \| 35-39 \| 834 \| \| 847 \| 30-34 \| 780 \| \| 816 \| 25-29 \| 836 \| \| 713 \| 20-24 \| 703 \| \| 782 \| 15-20 \| 668 \| \| 956 \| 10-14 \| 875 \| \| 706 \| 5-9 \| 720 \| \| 573 \| 0-4 \| 518 \| |        |             |       |       |       |       |          |
| Статево-вікова піраміда |        |             |       |       |       |       |          |
| Чоловіки | Вік    | Жінки       |       |       |       |       |          |
| 67 | 85 +   | 321         |       |       |       |       |          |
| 91 | 80-84  | 344         |       |       |       |       |          |
| 213 | 75-79  | 738         |       |       |       |       |          |
| 432 | 70-74  | 739         |       |       |       |       |          |
| 437 | 65-69  | 533         |       |       |       |       |          |
| 814 | 60-64  | 1070        |       |       |       |       |          |
| 391 | 55-59  | 488         |       |       |       |       |          |
| 810 | 50-54  | 821         |       |       |       |       |          |
| 753 | 45-49  | 780         |       |       |       |       |          |
| 1004 | 40-44  | 880         |       |       |       |       |          |
| 865 | 35-39  | 834         |       |       |       |       |          |
| 847 | 30-34  | 780         |       |       |       |       |          |
| 816 | 25-29  | 836         |       |       |       |       |          |
| 713 | 20-24  | 703         |       |       |       |       |          |
| 782 | 15-20  | 668         |       |       |       |       |          |
| 956 | 10-14  | 875         |       |       |       |       |          |
| 706 | 5-9    | 720         |       |       |       |       |          |
| 573 | 0-4    | 518         |       |       |       |       |          |

Етнічний склад населення району на 2001 рік був представлений наступним чином:
- українці — 90,7 %;
- росіяни — 8,5 %;
- білоруси — 0,2 %
- інші національності — 0,6 %[10]

Етномовний склад сільських та міських рад району (рідна мова населення) за переписом 2001 року, %
|                             | українська | російська | вірменська |
| Білокуракинський район      | 91,4       | 8,4       | 0,1        |
| --------------------------- | ---------- | --------- | ---------- |
| смт Білокуракине            | 90,7       | 9,0       | 0,1        |
| смт Лозно-Олександрівка     | 93,7       | 6,3       |            |
| Олександропільська сільрада | 98,2       | 1,8       |            |
| Олексіївська сільрада       | 95,6       | 4,1       |            |
| Бунчуківська сільрада       | 94,7       | 4,5       | 0,7        |
| Дем'янівська сільрада       | 65,9       | 33,9      | 0,1        |
| Курячівська сільрада        | 93,6       | 5,8       | 0,1        |
| Лизинська сільрада          | 97,0       | 3,0       |            |
| Нещеретівська сільрада      | 94,5       | 5,4       |            |
| Павлівська сільрада         | 96,0       | 3,8       | 0,1        |
| Просторівська сільрада      | 93,0       | 7,0       |            |
| Солідарнінська сільрада     | 87,4       | 12,5      |            |
| Тимошинська сільрада        | 93,9       | 5,4       |            |
| Червоноармійська сільрада   | 90,2       | 9,7       |            |
| Шарівська сільрада          | 97,2       | 2,8       |            |

Населення Білокуракинського району станом на 2013 рік становить 19615 осіб, міське 7698 осіб; сільське — 11917 осіб.
Населення Білокуракинського району станом на 01.01.2014 року становило 19512 осіб, в тому числі 7622 осіб — міське (39,1 %), 11890 осіб — сільське (60,9 %). Кількість населення в районі має тенденцію до зменшення.
| Рік перепису: | 2001    | 2001     | 2001  | 1989    | 1989     | 1989  | 1979    | 1979     | 1979  | 1970    | 1970     | 1970  | 1959    | 1959     | 1959  |
| ------------- | ------- | -------- | ----- | ------- | -------- | ----- | ------- | -------- | ----- | ------- | -------- | ----- | ------- | -------- | ----- |
| Стать:        | Загалом | Чоловіки | Жінки | Загалом | Чоловіки | Жінки | Загалом | Чоловіки | Жінки | Загалом | Чоловіки | Жінки | Загалом | Чоловіки | Жінки |
| Усього:       | 23,8    | 11,2     | 12,6  | 26,1    | 12,0     | 14,1  | 29,6    | 13,2     | 16,4  | 32,9    | 14,3     | 18,6  | 23,2    | 9,9      | 13,3  |
| Міське:       | 9,6     | -        | -     | 9,9     | -        | -     | 10,0    | 4,5      | 5,5   | 9,2     | 3,9      | 5,3   | 5,5     | 2,3      | 3,2   |
| Сільське:     | 14,2    | -        | -     | 16,2    | -        | -     | 19,6    | 8,7      | 10,9  | 23,7    | 10,4     | 13,3  | 17,7    | 7,6      | 10,1  |

## Адміністративний устрій

Будівля Білокуракинської районної ради та РДА

Територія Білокуракинського району складається з територій 2 селищних і 13 сільських рад. На території району, станом на 2012 рік, налічується 49 сіл, 1 селище та 2 селища міського типу (Білокуракине і Лозно-Олександрівка).
Білокуракинський район вперше утворено 12 квітня 1923 року, він входив до складу Старобільської округи Донецької губернії. У червні 1930 замість округів створюється 17 районів. 2 липня 1932 року утворена Сталінська область, до складу якої увійшли 17 промислових та 18 сільських районів. У червні 1938 року утворено Ворошиловградську область. У сучасних межах Білокуракинський район було утворено в 1965 році.
| Рада                          | Голова                             | Кількість депутатів | Населений пункт         | Колишня назва                              | Засноване      | Відстань до районного центру, км | Поштовий індекс | Річка        | Площа (км²) | Населення (тис. осіб) | Щільність (осіб/км²) | Карта сільради |
| ----------------------------- | ---------------------------------- | ------------------- | ----------------------- | ------------------------------------------ | -------------- | -------------------------------- | --------------- | ------------ | ----------- | --------------------- | -------------------- | -------------- |
| Білокуракинська селищна       | Сірик Сергій Іванович              | 32                  | смт Білокуракине        | Відрадне слобода Куракина                  | 1700           | 0                                | 92200-92207     | Біла         | 138         | 6944                  | 50,3                 |                |
| Лозно-Олександрівська селищна | Проценко Ірина Петрівна            | 16                  | Олексапіль              | хутір Олексапіль                           | 1758           | 36                               | 92211           | Лозна        | 110,6       | 1499                  | 13,6                 |                |
| Лозно-Олександрівська селищна | Проценко Ірина Петрівна            | 16                  | смт Лозно-Олександрівка | Писарська слобода                          | 1705           | 34                               | 92211           | Лозна        | 110,6       | 1499                  | 13,6                 |                |
| Лозно-Олександрівська селищна | Проценко Ірина Петрівна            | 16                  | Петрівка                | Кудрячівка Петровське                      | 1758           | 38                               | 92211           | Лозна        | 110,6       | 1499                  | 13,6                 |                |
| Олександропільська сільська   | Коюда Сергій Миколайович           | 12                  | Олександропіль          | Липівка                                    | 1763           | 20                               | 92220           | -            | 81,9        | 710                   | 8,7                  |                |
| Олександропільська сільська   | Коюда Сергій Миколайович           | 12                  | Ляшківка                | хутір Ляшківка                             | XVIII століття | 21                               | 92220           | -            | 81,9        | 710                   | 8,7                  |                |
| Олександропільська сільська   | Коюда Сергій Миколайович           | 12                  | Климівка                | хутір Климівка                             | 1795           | 19                               | 92221           | -            | 81,9        | 710                   | 8,7                  |                |
| Олександропільська сільська   | Коюда Сергій Миколайович           | 12                  | Приходьківка            | хутір Приходьківка                         | 1745           | 16                               | 92221           | -            | 81,9        | 710                   | 8,7                  |                |
| Олександропільська сільська   | Коюда Сергій Миколайович           | 12                  | Романівка               |                                            | 1793           | 21                               | 92221           | -            | 81,9        | 710                   | 8,7                  |                |
| Олексіївська сільська         | Носуля Віктор Максимович           | 16                  | Олексіївка              | Вірьовкине Олексіївська слобода            | 1663           | 12                               | 92242           | Біла         | 109,4       | 1460                  | 13,3                 |                |
| Олексіївська сільська         | Носуля Віктор Максимович           | 16                  | Заїківка                |                                            | 1659           | 8                                | 92243           | Біла         | 109,4       | 1460                  | 13,3                 |                |
| Олексіївська сільська         | Носуля Віктор Максимович           | 16                  | Луб'янка                | Луб'яна                                    | 1686           | 6                                | 92243           | Біла Козинка | 109,4       | 1460                  | 13,3                 |                |
| Бунчуківська сільська         | Щербакова Валентина Анатоліївна    | 12                  | Бунчуківка              | Бунчужне                                   | 1600           | 8                                | 92241           | Козинка      | 68,4        | 550                   | 8,0                  |                |
| Бунчуківська сільська         | Щербакова Валентина Анатоліївна    | 12                  | Грицаївка               |                                            | 1600           | 14                               | 92241           | Козинка      | 68,4        | 550                   | 8,0                  |                |
| Дем'янівська сільська         | Панченко Сергій Олександрович      | 15                  | Дем'янівка              |                                            | 1700           | 12                               | 92240           | Борова       | 92,5        | 1005                  | 10,9                 |                |
| Дем'янівська сільська         | Панченко Сергій Олександрович      | 15                  | Коноплянівка            | хутір Коноплянка                           | 1600           | 15                               | 92240           | Борова       | 92,5        | 1005                  | 10,9                 |                |
| Дем'янівська сільська         | Панченко Сергій Олександрович      | 15                  | Шовкунівка              |                                            | 1700           | 12                               | 92240           | Борова       | 92,5        | 1005                  | 10,9                 |                |
| Курячівська сільська          | Пономаренко Вікторія Олександрівна | 16                  | Курячівка               | хутір Курочкин                             | 1789           | 14                               | 92232           | Біла         | 98,4        | 1059                  | 10,8                 |                |
| Курячівська сільська          | Пономаренко Вікторія Олександрівна | 16                  | Хоменкове Перше         | Новопавлівка хутір Хоменків Перший Хомівка | XVIII століття | 16                               | 92232           | Біла         | 98,4        | 1059                  | 10,8                 |                |
| Курячівська сільська          | Пономаренко Вікторія Олександрівна | 16                  | Попівка                 | хутір Попівка                              | XVIII століття | 14                               | 92232           | -            | 98,4        | 1059                  | 10,8                 |                |
| Курячівська сільська          | Пономаренко Вікторія Олександрівна | 16                  | Рудове                  | Рудовка                                    | 1791           | 14                               | 92232           | -            | 98,4        | 1059                  | 10,8                 |                |
| Лизинська сільська            | Коваленко Ірина Володимирівна      | 12                  | Лизине                  | хутір Лізин                                | 1765           | 8                                | 92250           | Козинка      | 89,9        | 941                   | 10,5                 |                |
| Лизинська сільська            | Коваленко Ірина Володимирівна      | 12                  | Шапарівка               | Шафарівка Шапкарівка Шапарське             | 1756           | 9                                | 92251           | Козинка      | 89,9        | 941                   | 10,5                 |                |
| Нещеретівська сільська        | Аполонова Ірина Іванівна           | 16                  | Нещеретове              |                                            | 1711           | 16                               | 92252           | Біла         | 111,2       | 2 255                 | 20,3                 |                |
| Нещеретівська сільська        | Аполонова Ірина Іванівна           | 16                  | Калинівське             | хутір Самойлівка хутір Африка              | 1711           | 18                               | 92252           | Біла         | 111,2       | 2 255                 | 20,3                 |                |
| Нещеретівська сільська        | Аполонова Ірина Іванівна           | 16                  | Паньківка               |                                            | 1709           | 10                               | 92253           | Козинка      | 111,2       | 2 255                 | 20,3                 |                |
| Нещеретівська сільська        | Аполонова Ірина Іванівна           | 16                  | Цілуйкове               | Великий хутір Цілуйки                      | 1749           | 9                                | 92253           | Козинка      | 111,2       | 2 255                 | 20,3                 |                |
| Павлівська сільська           | В'ялий Віктор Васильович           | 16                  | Павлівка                | Тарабанівка                                | 1686           | 9                                | 92222           | Біла         | 113,4       | 1485                  | 13,1                 |                |
| Павлівська сільська           | В'ялий Віктор Васильович           | 16                  | Заводянка               |                                            |                | 12                               | 92223           | -            | 113,4       | 1485                  | 13,1                 |                |
| Павлівська сільська           | В'ялий Віктор Васильович           | 16                  | Стативчине              | хутір Стативчин                            | село з 1947    | 9                                | 92223           | -            | 113,4       | 1485                  | 13,1                 |                |
| Павлівська сільська           | В'ялий Віктор Васильович           | 16                  | Хоменкове Друге         | хутір Хоменків Другий Барвинівка           | село з 1947    | 15                               | 92223           | -            | 113,4       | 1485                  | 13,1                 |                |
| Просторівська сільська        | Костюченко Леонід Миколайович      | 16                  | Просторе                | Червоне руно                               | 1929           | 22                               | 92230           | -            | 121,1       | 1234                  | 10                   |                |
| Просторівська сільська        | Костюченко Леонід Миколайович      | 16                  | Картамишеве             |                                            | 1947           | 20                               | 92230           | -            | 121,1       | 1234                  | 10                   |                |
| Просторівська сільська        | Костюченко Леонід Миколайович      | 16                  | Маньківка               |                                            | 1934           | 20                               | 92231           | -            | 121,1       | 1234                  | 10                   |                |
| Просторівська сільська        | Костюченко Леонід Миколайович      | 16                  | Плахо-Петрівка          | Петрівка                                   | 1770           | 20                               | 92231           | -            | 121,1       | 1234                  | 10                   |                |
| Просторівська сільська        | Костюченко Леонід Миколайович      | 16                  | Світленьке              | Шапарівка                                  | 1770           | 18                               | 92231           | -            | 121,1       | 1234                  | 10                   |                |
| Солідарненська сільська       | Стадніков Олександр Іванович       | 12                  | Солідарне               | Босове                                     |                | 30                               | 92213           | -            | 57,6        | 1000                  | 17,4                 |                |
| Солідарненська сільська       | Стадніков Олександр Іванович       | 12                  | Гладкове                |                                            |                | 26                               | 92213           | -            | 57,6        | 1000                  | 17,4                 |                |
| Солідарненська сільська       | Стадніков Олександр Іванович       | 12                  | Калинова Балка          |                                            |                | 27                               | 92213           | -            | 57,6        | 1000                  | 17,4                 |                |
| Солідарненська сільська       | Стадніков Олександр Іванович       | 12                  | Миколаївка              |                                            |                | 23                               | 92213           | -            | 57,6        | 1000                  | 17,4                 |                |
| Тимошинська сільська          | Кошеленко Микола Володимирович     | 12                  | Тимошине                | Тев'яшівка                                 | село з 1947    | 17                               | 92215           | -            | 103,4       | 514                   | 5                    |                |
| Тимошинська сільська          | Кошеленко Микола Володимирович     | 12                  | Новоандріївка           | Ново-Андріївка                             | 1910           | 19                               | 92215           | -            | 103,4       | 514                   | 5                    |                |
| Тимошинська сільська          | Кошеленко Микола Володимирович     | 12                  | Куплювате               | хутір Куплюватий                           | 1913           | 22                               | 92215           | -            | 103,4       | 514                   | 5                    |                |
| Тимошинська сільська          | Кошеленко Микола Володимирович     | 12                  | Осикове                 | Ізюмське Юзівське                          | село з 1947    | 25                               | 92214           | -            | 103,4       | 514                   | 5                    |                |
| Тимошинська сільська          | Кошеленко Микола Володимирович     | 12                  | Чабанове                | Чабанівка                                  | 1914           | 22                               | 92214           | -            | 103,4       | 514                   | 5                    |                |
| Червоноармійська сільська     | Бабіч Володимир Олександрович      | 14                  | Мирне                   | Стукалове Красноармійське Червоноармійське | 1909           | 28                               | 92212           | -            | 86,4        | 759                   | 8,7                  |                |
| Червоноармійська сільська     | Бабіч Володимир Олександрович      | 14                  | Новопокровка            | Ново-Покровка                              | село з 1947    | 25                               | 92212           | -            | 86,4        | 759                   | 8,7                  |                |
| Червоноармійська сільська     | Бабіч Володимир Олександрович      | 14                  | Нянчине                 | хутір Нянчин                               | село з 1947    | 26                               | 92212           | -            | 86,4        | 759                   | 8,7                  |                |
| Червоноармійська сільська     | Бабіч Володимир Олександрович      | 14                  | Попасне                 |                                            | село з 1947    | 28                               | 92212           | -            | 86,4        | 759                   | 8,7                  |                |
| Червоноармійська сільська     | Бабіч Володимир Олександрович      | 14                  | Кочине-Розпасіївка      |                                            | село з 1947    | 29                               | 92213           | -            | 86,4        | 759                   | 8,7                  |                |
| Шарівська сільська            | Піднебенний Олександр Пантелійович | 14                  | Шарівка                 | хутір Шарів                                | 1780           | 38                               | 92210           | Айдар        | 55,4        | 600                   | 10,8                 |                |
| Шарівська сільська            | Піднебенний Олександр Пантелійович | 14                  | Лозне                   | хутір Лознянський                          | 1780           | 38                               | 92210           | Лозна        | 55,4        | 600                   | 10,8                 |                |

## Політика
25 травня 2014 року відбулися Вибори Президента України. У межах Білокуракинського району була створена 31 виборча дільниця. Явка на виборах складала — 33,70 % (проголосували 5 559 із 16 497 виборців). Найбільшу кількість голосів отримав Петро Порошенко — 28,46 % (1 582 виборців); Сергій Тігіпко — 13,82 % (768 виборців), Олег Ляшко — 11,51 % (640 виборців), Юлія Тимошенко — 9,66 % (537 виборців), Михайло Добкін — 7,30 % (406 виборців), Анатолій Гриценко — 6,03 % (335 виборців). Решта кандидатів набрали меншу кількість голосів. Кількість недійсних або зіпсованих бюлетенів — 4,17 %.

## Транспорт
Районний центр з'єднаний з обласним центром залізницею (відстань 151 км), ділянка Кіндрашівська-Нова — Лантратівка, і шосейними дорогами (128 км). Через районний центр пролягає асфальтований шлях зі Сватового до Новопскова.
Через територію Білокуракинського району за радянських часів була прокладена гілка газогону з Оренбурга до Кременчука.

## Економіка
Основу товаровиробничого комплексу району становить 124 підприємства різних сфер і форм власності. Виробнича спеціалізація району — виробництво зернових і технічних культур. У районі діє 54 малих підприємства. Основні галузі харчової промисловості: молокопереробна, м'ясна, консервна, плодоовочева, хлібопекарська й ін. Розмір середньостатистичної місячної заробітної плати на початок 2007 року становив 659 грн (130,5$ американських доларів).
Найбільші промислові підприємства:
- ВАТ «Білокуракинський елеватор», смт Білокуракине, близько 50 працюючих (зберігання зернових і олійних культур, зберігання круп, транспортні та складські послуги).
- ТОВ «Білокуракинський молокозавод», смт Білокуракине, близько 20 працюючих (виробництво молока, молочних продуктів, сиру). Виробництво перенесено до Старобільська, цех перетворено на молокозаготівельний.
- ПП «Білокуракинехлібпром» (Білокуракинська хлібопекарня), смт Білокуракине, близько 40 працюючих.

У районі з 2005 року налагоджено повноцінну співпрацю з Українським фондом соціальних інвестицій. Вже на початок 2007 року діяли 11 спільний проектів загальною вартістю 4 млн 85 тис. грн: очищення осушувальних каналів в заплаві річки Білої, реставрація спортивного залу Курячівської середньої школи, оновлення сільських водопроводів, ремонт Червоноармійського дитячого садка та інші.

### Агропромисловий комплекс
У районі діють агрофірми та 67 фермерських господарств, у розпорядженні яких 104,7 тис. га сільських земель. Питома вага яких становить менше 10 % загальної площі сільськогосподарських угідь. 1018 особистих підсобних господарств володіють загалом 6594 га ріллі. За підсумками 2010 року в агропромисловому комплексі обсяг виробництва валової продукції порівняно із 2009 роком по всіх категоріях господарств зменшився на 18 % (14,5 млн грн) і склав 66,1 млн грн.

#### Рослинництво
Загальна площа сільськогосподарських угідь становить понад 85 % площі району. З них понад 65 % — рілля, 25 % — пасовища. Основні культури — озима пшениця, кукурудза, ячмінь, просо, соняшник, розвинене садівництво. За підсумками 2010 року спад обсягу виробництва валової продукції порівняно із 2009 роком у рослинництві склав 11,5 %. Станом на середину 2000-х років валовий збір і середня врожайність культур по району становила:
- зернові загалом — 50-90 тис. тон (6-9 % загальнообласного валу), з середньою врожайністю 19-24 цнт/га;
- озима пшениця — 30-40 тис. тон (6-9 % загальнообласного валу), з середньою врожайністю 25-29 цнт/га;
- кукурудза — 2-5 тис. тон (4-9 % загальнообласного валу), з середньою врожайністю 15-20 цнт/га;
- соняшник — 10-20 тис. тон (6-9 % загальнообласного валу), з середньою врожайністю 8-10 цнт/га;
- овочеві культури — менше 5 тис. тон (менше 5 % загальнообласного валу), з середньою врожайністю 100—120 цнт/га[2].

#### Тваринництво
У тваринництві основну роль грає м'ясомолочне тваринництво і свинарство, відроджується птахівництво, розширене бджільництво. За підсумками 2010 року спад обсягу виробництва валової продукції порівняно із 2009 роком у тваринництві склав 17 %. Поголів'я великої рогатої худоби в підприємствах зменшилося на 16,6 % і становило 3402 голів, у тому числі корів 1561 голів. Поголів'я великої рогатої худоби у населення зменшилося на 5 % і становило 4275 голів, з них корів — 2349 голів. Поголів'я свиней зменшилося на 18,8 % і становило 5053 голови. Загалом поголів'я великої рогатої худоби, свиней, вівців, кіз і птиці в підсобних господарствах місцевого населення перевищує таке поголів'я підприємств району. Станом на кінець 2015 року поголів'я ВРХ на с/г підприємствах Білокуракинського району склало близько 400 голів і продовжує зменшуватись. Станом на 2020 рік єдиним сільгосппідприємством, що займається вирощуванням ВРХ в Білокуракинському районі є СТОВ «Зоря», с. Дем'янівка (керівник — Ведмеденко М. Г.).
Найбільші агропромислові підприємства:
- СТОВ МТС «Альянс», смт Білокуракине, близько 240 працюючих (вирощування зернових та технічних культур, виготовлення м'яса, суміші для годівлі тварин, молоко, соняшникова олія та ін.).
- СТОВ «Світанок», смт Білокуракине, близько 50 працюючих (вирощування зернових, технічних культур, виробництво м'яса, суміші для годівлі тварин).
- СТОВ «Вікторія», село Нещеретове, близько 300 працюючих (виготовлення м'яса, олії, борошна, круп, суміші для годівлі тварин та ін.).
- СТОВ Агрофірма «Зоря», село Цілуйкове, близько 290 працюючих (виготовлення м'яса, суміші для годівлі тварин, вовни, хлібобулочні вироби та ін.).
- СТОВ «Зоря», село Дем'янівка, близько 140 працюючих (вирощування зернових та технічних культур, виготовлення м'яса, суміші для годівлі тварин, молоко та ін.).
- ДП Агропромислова компанія «УкрАгроСтар», село Просторе, близько 100 працюючих (вирощування зернових та технічних культур, виготовлення м'яса, суміші для годівлі тварин).
- СТОВ «Україна», село Бунчуківка, близько 80 працюючих (вирощування зернових, технічних культур, виробництво молока та м'яса, суміші для годівлі травин).
- СТОВ «Прогрес», село Лизине, близько 70 працюючих (вирощування зернових, технічних культур, виробництво молока та м'яса);
- СТОВ «Роздольне», село Курячівка, близько 70 працюючих (вирощування зернових, технічних культур, виробництво м'яса, суміші для годівлі тварин).
- СТОВ «Калинівське», село Гладкове, близько 30 працюючих (вирощування зернових та технічних культур).
- ВАТ «Білокуракинський», село Попівка, близько 30 працюючих (вирощування зернових та технічних культур, переробка та консервація фруктів, ягід, овочів).

### Безробіття
2006 року на обліку районного Центру зайнятості населення стояло 1425 осіб. Рівень безробіття серед працездатного населення становив 9,5 %. 2006 року на обліку районного Центру зайнятості населення стояло 1352 осіб. Рівень безробіття серед працездатного населення становив 10 %. Покращення відсотку зайнятого населення було досягнуто за рахунок демографічної кризи, зменшення населення району через смертність та міграцію, збільшенням відсотку населення, що досягло пенсійного віку, або втратило працездатність через інвалідність.

## Культура
Мережу закладів культури Білокуракинського району станом на 2011 рік становлять 31 клуб (у тому числі 26 сільських клубів), 28 бібліотек, 1 школа мистецтв для дітей та 1 краєзнавчий музей. Працюють ансамбль народної пісні «Золота Осінь» (керівник Герасюта А. І.), вокальний ансамбль «Гарний настрій», танцювальний колектив «Імпульс», керівник Ольга Лисиця (раніше — танцювальний колектив «Грація» — керівник Норіцина О. В. — до листопада 2015 року), дитяча вокальна група «Барвінок» при Будинку дитячої та юнацької творчості. Три художні колективи району мають звання «народно-самодіяльний». Роботу установ культури забезпечують 139 працівників. Брак кадрів становить 15 осіб (5 баяністів, 3 хореографи). Із загальної кількості клубних закладів 50 % не опалюються в зимовий період у зв'язку із відсутністю системи опалення понад 10 років. Олексіївський і Коноплянівський сільські будинки культури знаходяться в аварійному стані.

### Освіта
У 2010—2011 навчальному році в Білокуракинському районі працювало 279 вчителів (248 — із вищою освітою, 19 — вищої категорії), 27 педагогів нагороджено знаком «Відмінник освіти України». Потреба у педагогічних кадрах на 2011—2012 навчальний рік становить 7 педагогів. У дошкільних навчальних закладах виховується 256 дітей. У загально-освітніх навчальних закладах навчається 2029 дітей. Створено 15 навчальних комп'ютерних комплексів (133 комп'ютери). В 2020 році було закрито школу в селі Луб'янка. Також планується закриття деяких інших сільських шкіл із-за малої кількості учнів.
На території району знаходяться Білокуракинський аграрний ліцей (в селі Паньківка), 24 загальноосвітніх шкіл, 2 позашкільних та 6 дошкільних закладів.

### Спорт
Спортивний потенціал району: спорткомплекс «Здоров'я», 20 спортивних залів, 2 тири, 44 атлетичних і 18 футбольних майданчиків. В 2019 році в Білокуракине на СК «Здоров'я» було облаштовано міні-футбольне поле зі штучним покриттям. Станом на 2020 рік при Білокуракинській ДЮСШ працює і активно розвивається спортивна секція жіночого футболу. Жіноча футбольна команда «Кобра», тренером якої є Кривуля А. М., постійно бере участь в спортивних змаганнях різного рівня.

### Медицина
Медичну допомогу надає Центральна районна лікарня (заснована в 1903 році), гол. лікар Данілко О. М., КНП «Білокуракинський районний центр первинної медико-санітарної допомоги», гол. лікар Лунякін В. О., Лозно-Олександрівська дільнича лікарня, водолікарня, 2 санітарних станції, 26 дитячих медичних кабінетів, територіальний центр по обслуговуванню пенсіонерів та людей з обмеженими можливостями.
У 2010 році бюджетне фінансування медицини склало 11,5 млн грн. Питома вага витрат місцевих бюджетів на виплату заробітної плати і оплату комунальних платежів становить 88,5 %. У 2011 році в рамках оптимізації медичних установ на базі центральної районної лікарні відкрито Міжрегіональний хірургічний центр, зменшено кількість койко-місць на 20 одиниць (по 5 одиниць у терапевтичному, дитячому, інфекційному та гінекологічному відділеннях).

### Музеї
У 2001 році в Білокуракиному відкрито історико-краєзнавчий музей в приміщенні колишнього книжкового магазину по вулиці Історичній (раніше — вул. Леніна). Невелике приміщення музею оригінально оформлено. Три зали закладу пофарбовані в різні кольори: в зеленому розміщена експозиція природи, давнього побуту та звичаїв рідного краю, в коричневому — матеріали про Визвольні змагання та Другу світову війну, роки відбудови, в блакитному — сучасна історія Білокуракинського району. В музеї організовують виставки виробів, виготовлених місцевими умільцями, зокрема м'якої іграшки і вишивки. Серед останньої відзначаються роботи народної майстрині Луганщини Олександри Михайлівни Письменної. До 2018 року при музеї працював поетично-літературний клуб «Ліра», в якому збирались місцеві літератори та поети.

### Воронцева слобода
У травні, в Білокуракиному щорічно проходить відкритий обласний молодіжний фестиваль-конкурс патріотичної пісні та поезії «Воронцева слобода», на який приїздять колективи з різних куточків Луганщини. Назву фестиваль отримав від місцевої назви рідкісної червонокнижної рослини — півонії тонколистої, яка зростає в Білокуракинському районі. В 2020 році проведення даного фестивалю було скасовано із-за епідеміологічної ситуації в країні.

## Видатні особистості

### Герої Радянського Союзу
- Будняк Володимир Микитович (1915—1998) народився у Вінницькій області. 1938 року призваний до лав Червоної армії. У роки війни воював на Південно-Західному фронті. Двічі поранений, лікувався у госпіталях Саратова та Одеси. З боями пройшов усю Західну Європу: Будапешт, Угорщина, Югославія, Австрія. Нагороджений орденом Слави IV ступеня та медалями «За бойові заслуги», «За відвагу». Після війни приїхав до Білокуракинського району. З 1951 року працював директором радгоспу «Червоноармієць». У 1957 році нагороджений орденом Трудового Червоного Прапора. 22 червня 1966 року за успіхи, досягнуті у збільшенні обсягів виробництва і заготівлі зернових та кормових культур, указом Президії Верховної Ради СРСР йому було присвоєно звання Героя Соціалістичної Праці із врученням ордена Леніна і золотої медалі «Серп і Молот». Багаторазово обирався депутатом сільської, районної та обласної рад.
- Водолазьський Іван Денисович (1919—1980) народився в селі Танюшівка Біловодського району Луганської області. Після війни 1945 року з родиною виїхав жити до Латвії. У 1946 році повернувся і працював агрономом в радгоспі «Червоноармієць». За ударну працю та заслуги перед вітчизною 1947 року присвоєно звання Герой Соціалістичної Праці із врученням ордена Леніна та золотої медалі «Серп і Молот». У 1950-х роках працював головою Черво- ноармійської сільської ради.
- Давидов Григорій Іванович (1908—1974) народився у селі Павлівка в родині бідних селян. Був старшим серед 4 синів. Закінчив 4 класи та школу механізації. Працював бригадиром тракторної бригади до 1940 року, після того був переведений заступником МТС у селі Павлівка. В 1941 році евакуйований разом із тракторами та сільгосптехнікою на схід, але по дорозі вже в Кантемирівці призваний до збройних сил. Воював на 2-му Українському фронті у механізованому батальйоні, спочатку шофером, після — командиром батальйону. Тричі потрапляв до шпиталю. За бойові заслуги був нагороджений орденом Червоної Зірки, орденом Вітчизняної війни та медалями. Демобілізувався у грудні 1945 року. Призначений завідувачем МТС у селах Павлівка та Дем'янівка. У 1954 році відвідав Всесоюзну сільськогосподарську виставку у Москві. У 1957 році бригадиру тракторної бригади було присвоєно звання Героя Соціалістичної Праці. Працював до пенсійного віку.
- Світлична Оксана Петрівна (1915—2001) народилася у селі Паньківка в родині бідняків. Трудову діяльність розпочала 1931 року. У липні 1944 року загинув чоловік. З 1946 по 1955 роки була ланковою у колгоспі «20 років Жовтня» (пізніше колгосп «Перемога»). Змагалася із ланками, які очолювали Світлична Марфа Павлівна та Журба Марія Михайлівна. За умов догляду за посівами, внесення добрив та збору врожаю вручну ланка Світличної зібрала 40 ц/га пшениці. Указом Президії Верховної Ради СРСР від 23 квітня 1940 року за видатні заслуги перед державою вдостоєна звання Героя Соціалістичної Праці з врученням ордена Леніна та золотої медалі «Серп і Молот». 1 березня 1970 року отримала статус персонального пенсіонера союзного значення. З 1980 року проживала у селі Курячівка Старобільського району. 1998 року переїхала до Старобільська.
- Ставицький Олексій Петрович (1913—1983) народився у селі Новопокровка. Трудову діяльність розпочав у радгоспі «Тополі». 1930 року переїхав до Краснодону, працював у забої на шахті. З початком німецько-радянської війни переїхав до Кемерово, а звідти відправився на фронт. Мав бойові нагороди. У боях під Старою Русою був поранений, отримав контузію, комісований по інвалідності. З серпня 1944 року працював у радгоспі «Червоноармієць» керівником відділення № 3. Закінчив Немишаєвський радгосп-технікум у Київській області. За досягнення високого рівня врожаю зернових (38 ц/га) 26 квітня 1948 року був нагороджений Золотою Зіркою Героя Соціалістичної Праці та орденом Леніна.
- Філоненко Григорій Павлович (1928) народився у селі Павлівка. Із 13 років працював на землі спочатку на причепі помічником тракториста, потім — трактористом. У 1957 році із родиною переїхав із села Павлівка у радгосп «Червоне Руно», де працював механізатором, пізніше призначений помічником бригадира, механіком. 22 грудня 1977 року за видатні успіхи і досягнення у Всесоюзному соціалістичному змаганні, трудову доблесть при виконанні планів і соціалістичних зобов'язань зі збільшення виробництва і продажу державі зерна, йому було присвоєне звання Героя Соціалістичної Праці із врученням ордена Леніна і золотої медалі «Серп і молот». У 1989 році, будучи на пенсії, ще працював механізатором та комбайнером. Проживає із дружиною Ольгою Прокопівною у селі Просторе.
- Хрипун Євдокія Єгорівна (1921—2004) народилася у селі Шапарівка. Перед війною поїхала погостювати до Грузії, але почалася війна і вона залишилась там, працювала на цитрусових плантаціях радгоспу «Гоніо». За ударну працю у 1949 році присвоєно звання Героя Соціалістичної Праці із врученням ордена Леніна та золотої медалі «Серп і молот». Після виходу на пенсію продовжувала працювати в радгоспі кухарем дитячого садка. У 1983 році повернулася до Білокуракиного.

### Герої, загиблі в московсько-українській війні
- Полєно Юрій Вікторович (25.02.1984—15.10.2014), солдат Збройних Сил України. Народився в селі Шульгінка Старобільського району, в подальшому проживав в смт Білокуракине. З початком бойових дій пішов добровольцем захищати рідну землю. Солдат групи «Золота сотня» 24-го батальйону територіальної оборони «Айдар», псевдо «Ока». Загинув на блокпосту № 32 біля села Сміле (Слов'яносербський район, Луганської обл.) 15 жовтня 2014 року. Похований в с. Шульгінка Старобільського району.

## Екологія
Білокуракине на початку 2000-х років підтаплювалось ґрунтовими водами, через те, що осушувальні канали заплави річки Біла за 1990-ті роки замулились, заросли очеретом, були засипані побутовим сміттям. Наприкінці 2000-х років зусиллями місцевої громади канали були розчищені, питання підтоплення було частково вирішено.
У 2006 році громадська організація «Зелений ліс» звітувала про значні вирубки вікових дубів в цінних байрачних лісах поблизу села Приходьківка. Було знищено 3 га дубового лісу задля незаконної підприємницької діяльності з виготовлення деревного вугілля.